# Cabana de Masvidal
La Cabana de Masvidal és una obra de Viladrau (Osona) inclosa a l'Inventari del Patrimoni Arquitectònic de Catalunya.

## Descripció
Edifici civil. Gran cabana de planta rectangular (14x18) coberta a dues vessants sense carener, i les dues en direcció O-E. Consta de planta i dos pisos (només en una part). La façana principal situada al E davant la gran era enllossada, presenta adossats en el sector NE, un cos de pedra, i un cobert de troncs i fibrociment (uralita), tres finestres i un portal a la planta, tres finestres i un portal al primer pis. Prop del portal hi ha una gran pica de gres vermell. La façana S presenta quatre finestres i dos portals a la planta, cinc finestres al primer pis i una al segon. La façana N és cega i està adossada al pendent de la muntanya. En el sector S hi ha un gran mur d'uns 4 m d'altura que sosté el talús que separa la casa de la carretera; aquest mur presenta un seguit d'arcs (7) que van decreixent en funció de l'altura del mur; el més ampli presenta un altre arc interior formant una cavitat subterrània amb funcions de femer de les corts situades al sobre amb obertures a la planta de la casa; les altres obertures d'arc tenen funcions de magatzem d'utillatge agrícola.

## Història
Cabana relacionada amb l'antic mas Masvidal, el qual probablement formava part dels 82 masos que existien en el municipi pels volts de 1340, segons consta en els documents de l ' època. El trobem registrat en els fogatges de la "Parròquia i terme de Viladrau fogajat a 6 de octubre 1553 per Joan Masmiguell balle com apar en cartes 230", juntament amb altres 32 que continuaven habitats després del període de pestes, on consta un tal "Montserrat Puig alias Masvidall". Els actuals propietaris del mas mantenen la cognominació d'origen.